# Дарвин (Северна Територија)
Дарвин (енгл. Darwin) је главни град Северне Територије у Аустралији. Према попису из 2021. у граду је живело 139.902 становника, што га чини најнасељенијим градом на Северној Територији, али и уједно најмањим административним центром у Аустралији.

## Становништво
Према попису, у граду је 2006. живело 66.291 становника.
| 1991.  | 1996.  | 2001.  | 2006.  |
| ------ | ------ | ------ | ------ |
| 67.946 | 70.251 | 71.347 | 66.291 |

## Партнерски градови
- Енкориџ
- Дили